# Воля-Тшидніцька
Воля-Тшидніцька (пол. Wola Trzydnicka) — село в Польщі, у гміні Тшидник-Дужий Красницького повіту Люблінського воєводства.
Населення — 383 особи (2011).
У 1975-1998 роках село належало до Тарнобжезького воєводства.

## Демографія
Демографічна структура станом на 31 березня 2011 року:
|          | Загалом | Допрацездатний вік | Працездатний вік | Постпрацездатний вік |
| -------- | ------- | ------------------ | ---------------- | -------------------- |
| Чоловіки | 182     | 33                 | 117              | 32                   |
| Жінки    | 201     | 31                 | 111              | 59                   |
| Разом    | 383     | 64                 | 228              | 91                   |